# Títeres acuáticos de Vietnam

Corte de bailarinas del Teatro de marionetas acuáticas de Thang Long, en Hanói.

Títeres acuáticos de Vietnam son un popular tipo tradicional de teatro de títeres que, al sustentarse sobre el agua durante las representaciones, constituyen una variante única en el mundo. Es originario de la llanura norte de Vietnam y se le atribuye una antigüedad de diez siglos. Suelen acompañarse de efectos de luz y sonido y piezas del teatro popular chèo.

## Historia
Al parecer, el origen de estas curiosas marionetas está asociado a la imagen del espantapájaros, inspirándose en los maniquíes que los campesinos instalaban en sus cultivos, habitualmente inundados, y sustentando la tesis en la posibilidad de que idearan sistemas para mover los maniquíes a distancia. Posteriormente, artesanos y primitivos dramaturgos pudieron llevar el recurso al terreno del arte popular.
Una referencia mucho más concreta es una estela de piedra del año 1122 a. C. hallada en el distrito de Thuong Tin, en la provincia de Ha Nam, cuyo texto relata la victoria de un rey que en las ceremonias de celebración incluyó lo que se describe como una función de títeres acuáticos. Esta noticia de su práctica cortesana en el siglo XII a. C., hace suponer que era una tradición establecida con anterioridad.

## Técnicas de manipulación

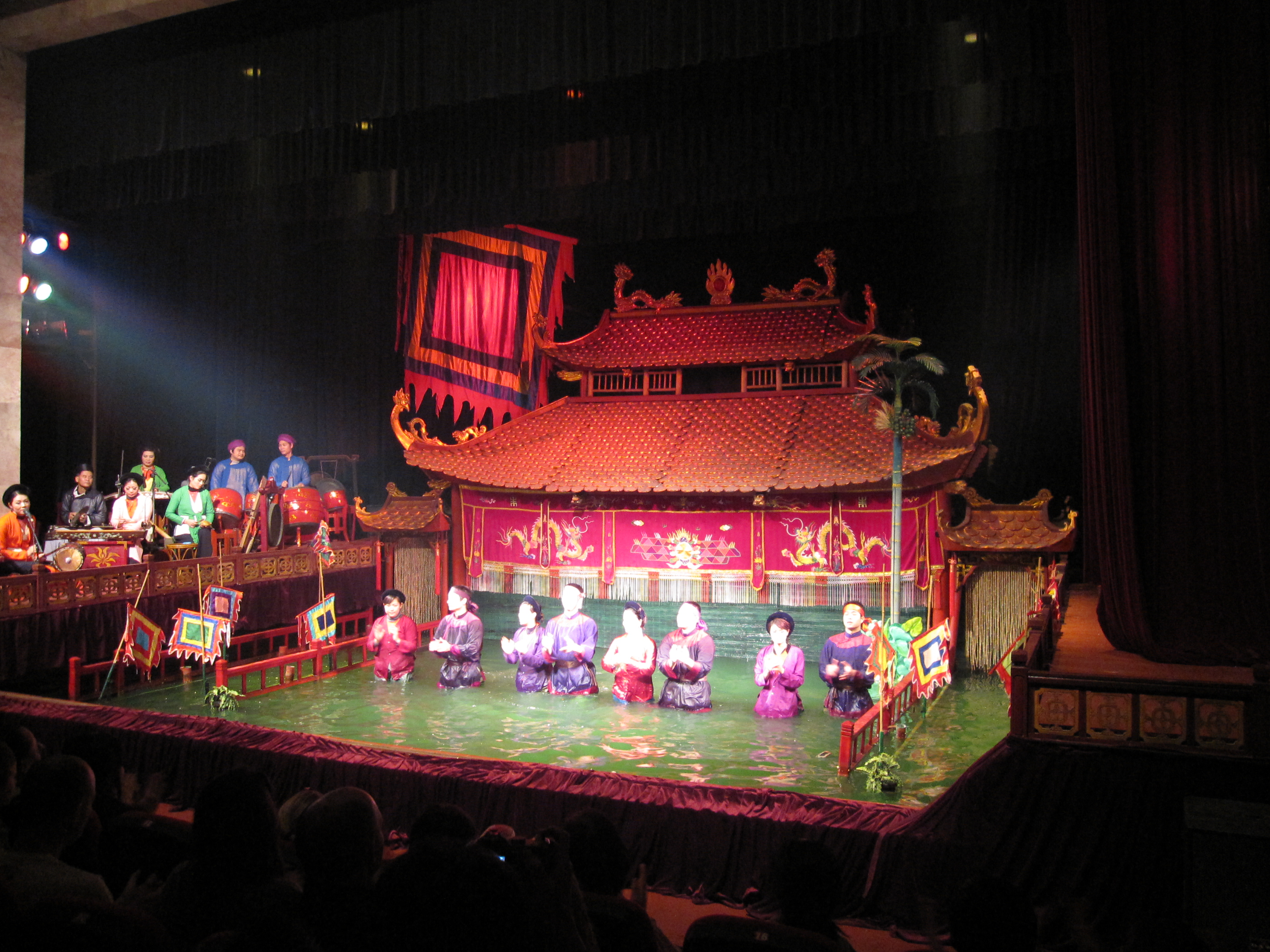
Los manipuladores del Teatro de marionetas acuáticas de Thang Long, en Hanói, correspondiendo al aplauso del público, dentro del agua. A la izquierda, los integrantes de la orquesta.

Entre las características generales de estas marionetas vietnamitas hay que señalar que están hechas de madera, y se mueven a bastante distancia, desde atrás, con varillas y cuerdas, por titiriteros ocultos tras pantallas de tela o toldos. En ocasiones la base por la que se mueven los muñecos es de tierra.
Tradicionalmente, las representaciones transcurren en estanques o lagunas, en cuyas orillas se ha construido con bambú, madera o ladrillo un teatrillo cuya principal característica es el toldo que desciende al agua desde su tejadillo. Tras ese telón y con el agua hasta la cintura, los titiriteros manejan las marionetas gracias a unos juegos de cuerdas, perchas o varillas, haciéndolas moverse sobre una rejilla sumergida unos centímetros en el estanque cenagoso y por lo tanto opaco.
A pesar de lo aparentemente limitado del escenario, la espectacularidad de los títeres acuáticos da vida a amazonas cabalgando sobre peces, dragones expulsando fuego y agua, batallas entre jinetes a caballo, desfiles, bailarines, e incluso una bandera que emerge totalmente seca del fondo del estanque.
En la actualidad existen en Hanoi y muchas otras ciudades del resto del mundo, teatros específicos de esta modalidad del teatro de marionetas.

## Repertorio
Las funciones del teatro acuático vietnamita pueden representar indistintamente la vida cotidiana rural o antiguos relatos históricos, cuentos y leyendas, juegos populares y proverbios escenificados, piezas satíricas y dramas clásicos.
Prácticamente desaparecido durante la ocupación colonial francesa, resurgió tras la victoria de Dien Bien Phu y ascensión de Hồ Chí Minh al poder.